# Arteria ovarica
Le arterie ovariche sono i vasi arteriosi che irrorano le gonadi femminili, corrispettive delle arterie testicolari. Originano dalla superficie laterale dell'aorta addominale a livello della seconda vertebra lombare, al di sotto della emergenza delle arterie renali. Rimanendo retroperitoneali, circondate dal plesso delle vene omonime, si dirigono in basso ed esternamente, prendendo contatto posteriormente con il muscolo grande e piccolo psoas. 
L'arteria ovarica di sinistra origina al di dietro del legamento di Treitz e scende verso la pelvi decorrendo posteriormente a:
- Vena mesenterica inferiore che formerà assieme a vena mesenterica superiore e vena splenica la vena porta;
- Arteria colica di sinistra
- Colon discendente

L'arteria ovarica di destra origina posteriormente alla porzione orizzontale del duodeno. Dopo aver scavalcato la vena cava inferiore, scende verso la pelvi decorrendo posteriormente a:
- Arteria colica media
- Arteria colica di destra
- Radice del mesentere
- Ultima porzione dell'ileo, laddove si congiunge al colon ceco.

Anteriormente, le due arterie, passano al davanti degli ureteri e dei nervi genitofemorali.
All'interno della piccola pelvi (una volta discese al di sotto dello stretto superiori della pelvi), le arterie ovariche decorrono all'interno del legamento sospensore dell'ovaio, scavalcando i arterie e vene iliache comuni e gli ureteri, per addentrarsi nel mesovario dove si inosculano a pieno canale con i rami ovarici dell'arteria uterina; da tale raccordo nascono i rami arteriosi diretti all'ovaio, alla tuba uterina e all'uretere pelvico.